# Sång, musik och vackra flickor
Sång, musik och vackra flickor (engelska: Isn't It Romantic?) är en amerikansk komedifilm från 1948 i regi av Norman Z. McLeod. I huvudrollerna ses Veronica Lake och Billy De Wolfe, i biroller Mona Freeman, Richard Webb och Pearl Bailey. Filmen (vars originaltitel är Isn't It Romantic?) är känd för att ha fått den kortaste recensionen som någonsin givits till en film. Enligt Guinness Rekordbok svarade den välkända amerikanska filmkritikern Leonard Maltin i sitt lexikon Leonard Maltin's Movie Guide helt enkelt "Nej" (engelska: No) som svar på filmens originaltitel. Åtföljt av betyget två stjärnor av fyra möjliga.

## Rollista i urval
- Veronica Lake - Candy
- Mona Freeman - Susie
- Mary Hatcher - Rose
- Billy De Wolfe - Horace Frazier
- Roland Culver - Maj. Euclid Cameron
- Patric Knowles - Richard "Rick" Brannon
- Richard Webb - Benjamin Logan
- Pearl Bailey - Addie
- Charles Evans - Domare Thomas Logan
- Larry Olsen - Hannibal
- Kathryn Givney - Clarissa Thayer
- Jeff York - Burly gent
- Hall Bartlett - Carter Dixon